# Partido Auténtico
O Partido Revolucionário Cubano – Autêntico (em castelhano:  Partido Revolucionario Cubano – Auténtico, PRC-A), geralmente chamado de Partido Autêntico (em castelhano:  Partido Auténtico, PA) foi um partido político cubano, ativo entre 1933 e 1952.

## História
O Partido Autêntico teve as suas origens na nacionalista revolução de 1933. Foi fundado em fevereiro de 1934 por muitos dos mesmos indivíduos que provocaram a queda de Gerardo Machado no ano anterior para defender as mudanças provocadas pela Revolução de 1933.
Na eleição para a Assembleia Constituinte de 1939, o partido fazia parte da vitoriosa Frente de Oposição e emergiu como o maior partido da Assembleia. A Constituição cubana de 1940 foi fortemente influenciada pelas ideias nacionalistas no cerne do programa do partido.
Embora o partido também tenha conquistado a maioria dos lugares na Câmara dos Representantes após a eleição geral de 1940, o seu candidato, Ramón Grau, perdeu a eleição presidencial. Na eleição parlamentar de 1942, terminou em terceiro lugar, conquistando apenas 10 lugares. Grau chegou a alcançar a presidência nas eleições gerais de 1944, que também levaram o Partido Autêntico conquistar o maior número de lugares na Câmara. O partido também venceu as eleições de meio de mandato de 1946, com 30 cadeiras.
Para as eleições gerais de 1948, o partido formou uma aliança com o Partido Republicano, ajudando Carlos Prío Socarrás a conquistar a presidência, e também a vencer a Câmara e o Senado. Uma aliança diferente com o Partido Democrata e o Partido Liberal foi formada para as eleições de meio de mandato de 1950, e essa aliança também venceu. No entanto, o Partido Autêntico perdeu as eleições gerais de 1954 para a Coligação Nacional Progressista de Fulgencio Batista.

## Membros notáveis
- Ramón Grau
- Carlos Prío Socarrás
- Manuel Antonio de Varona
- Carlos Manuel de Céspedes y Quesada
- Eduardo Chibás
- Carlos Hevia
- Félix Lancís Sánchez
- Raúl López del Castillo
- Antonio Guiteras

## Resultados eleitorais
| Congresso de Cuba |                    |                 |                     |     |                          |
| Ano eleitoral     | # dos votos gerais | % do voto geral | # de lugares ganhos | +/– | Líder                    |
| 1936              | desconhecido (#1)  | desconhecido    | 90 / 162            | -   | Ramón Grau               |
| 1939              | 225.223 (#1)       | 20,7            | 18 / 76             | 72  | Ramón Grau               |
| 1940              | desconhecido (#1)  | desconhecido    | 34 / 162            | 14  | Ramón Grau               |
| 1942              | desconhecido (#3)  | desconhecido    | 10 / 57             | 24  | Ramón Grau               |
| 1944              | desconhecido (#3)  | desconhecido    | 19 / 70             | 9   | Félix Lancís Sánchez     |
| 1946              | desconhecido (#1)  | desconhecido    | 30 / 66             | 11  | Raúl López del Castillo  |
| 1948              | desconhecido (#1)  | desconhecido    | 29 / 70             | 1   | Manuel Antonio de Varona |
| 1950              | desconhecido (#1)  | desconhecido    | 42 / 66             | 13  | Manuel Antonio de Varona |